# Casa Padellás
La Casa Padellás (en catalán Casa Padellàs), a veces erróneamente denominada Casa Clariana-Padellàs, fue un palacio privado de estilo gótico tardío, con elementos renacentistas en la ornamentación de puertas y ventanas, que se levantaba en el número 25 de la calle Mercaders de Barcelona. Debido a la apertura de la Vía Layetana, que puso en peligro su conservación, en el año 1931 fue desmontado, trasladado y reconstruido en la Plaza del Rey, del Barrio Gótico de Barcelona. Desde 1943 es la sede del Museo de Historia de Barcelona.
Formalmente, consta de tres plantas ordenadas en torno a un patio con su escalera y galería de arcos góticos en la planta principal, elementos característicos de los palacios góticos barceloneses, al igual que el tejado sostenido por columnas de piedra formando galería.
Está considerado edificio protegido BCIN con grado B: B. Su calificación urbanística es 7a (p).

## Historia
Según se deduce de los registros del impuesto de fogaje de 1497 y 1515 se edificó entre finales del siglo XV y las primeras décadas del XVI, en la calle Mercaders número 25 de Barcelona, probablemente por Joan d'Hostalric i Sabastida. Los blasones ornamentales que decoran puertas y ventanas muestran las armas de Hostalric, Sabastida, Montbui y Desplà.
En el siglo XVII la casa de los Hostalric-Sabastida pasó a ser propiedad de la familia Casamitjana. Uno de sus habitantes ilustres fue el Conseller en cap de Barcelona Rafael Casamitjana. En el siglo XVIII pasó a ser propiedad de la familia Padellás. De ahí el nombre con que se la conoce.
Durante el periodo 1930-1931, y debido a la apertura de la Vía Layetana, se decidió trasladarla, piedra a piedra, desde su original ubicación en la calle Mercaders hasta la plaza del Rey, donde sustituyó unas casas de menor interés arquitectónico que fueron demolidas.De esta forma se consiguió preservarla, ya que se consideraba uno de los más notables palacios góticos barceloneses.
Las obras de reconstrucción de la Casa Padellàs en Plaza del Rey sacaron a la luz importantes vestigios arqueológicos de la Barcelona romana de forma que se decidió reedificar el palacio gótico sobre pilares exentos para conservarlas. Las excavaciones se prolongaron hasta el año 1935. La guerra civil española (1936-1939) detuvo los trabajos arqueológicos, obligando a cubrir el yacimiento por razones de seguridad.
Finalizada la guerra se adoptó la decisión, reflejada en un acuerdo municipal del 30 de abril de 1940, de convertirla en la sede del Museo de Historia de la Ciudad. El Museo fue inaugurado 3 años después, el 1 de abril de 1943, aprovechando la celebración de unas fiestas colombinas en el Salón del Tinell.
En el subsuelo de Casa Padellàs y de la adyacente Plaza del Rey se puede visitar una amplia área arqueológica con vestigios de época romana, la antigüedad tardía y la Alta Edad Media. Las salas de las plantas primera y segunda de la Casa Padellás acogieron, de 1943 hasta principios de los años 90 del siglo XX, las secciones dedicadas a la historia medieval y moderna del Museo de Historia de la Ciudad. Dichas salas fueron clausuradas el año 1993 y se reabrieron en 1996.  para albergar exposiciones temporales, de temática relacionada con la historia de Barcelona.

## Exposiciones temporales
- Barcelona en temps dels Àustries. La vida a la ciutat en el Renaixement i el Barroc. 1492-1714. Del 22/03/1996 al 19/04/1998
- 1939. Barcelona Any Zero. Història gràfica de l'ocupació de la ciutat Del 22/04/1998 al 30/11/1999
- Despert entre adormits. Joan Maragall i la fi de segle a Barcelona Del 04/12/1998 al 14/02/1999
- La construcció de la gran Barcelona. L'obertura de la Via Laietana 1908-1958 Del 18/05/2001 al 30/09/2001
- Verdaguer I Gaudí. Tradició i modernitat a la Barcelona del canvi de segle, 1878-1912 Del 08/03/2002 al 09/06/2002
- Cent anys d'escola a Barcelona. Acció Municipal i popular (1900-2003) Del 17/12/2003 al 22/02/2004
- La condició humana. El somni d'una ombra Del 10/05/2004 al 26/09/2004
- ABAJO LAS MURALLAS!!! 150 anys de l'enderroc de les muralles de Barcelona Del 19/11/2004 al 31/10/2005
- Barcelona i la Fotografia Del 18/11/2005 al 19/03/2006
- GATPAC.1928-1939.Una arquitectura nova per a una nova ciutat Del 19/05/2006 al 18/10/2006
- La primavera republicana. Barcelona, 1931-1939 Del 10/11/2006 al 20/05/2007
- Juan Negrín (1892-1956). Barcelona, capital de la República Del 21/07/2007 al 04/11/2007
- Barraques. La ciutat informal Del 18/07/2009 al 22/02/2009
- Barcelona i els Jocs Florals, 1859. Modernització i romanticisme Del 9/11/2009 al 01/01/2010
- Ja tenim 600! La represa sense democràcia. Barcelona 1947-1973 Del 19/11/2010 al 26/06/2011
- Primeros campesinos BCN. La gran revolución de hace 7.500 años (2016)[9]

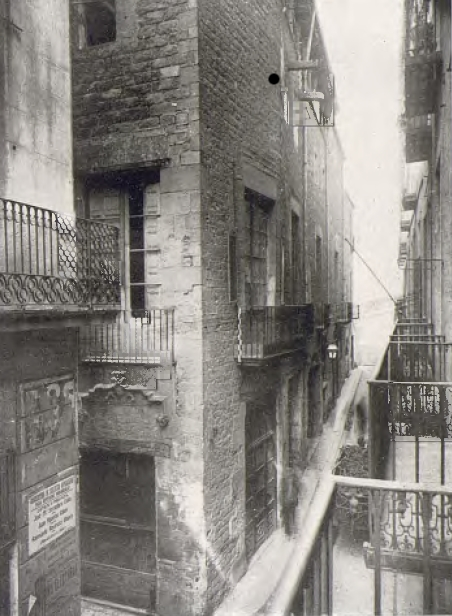
Casa Padellás en su ubicación original.
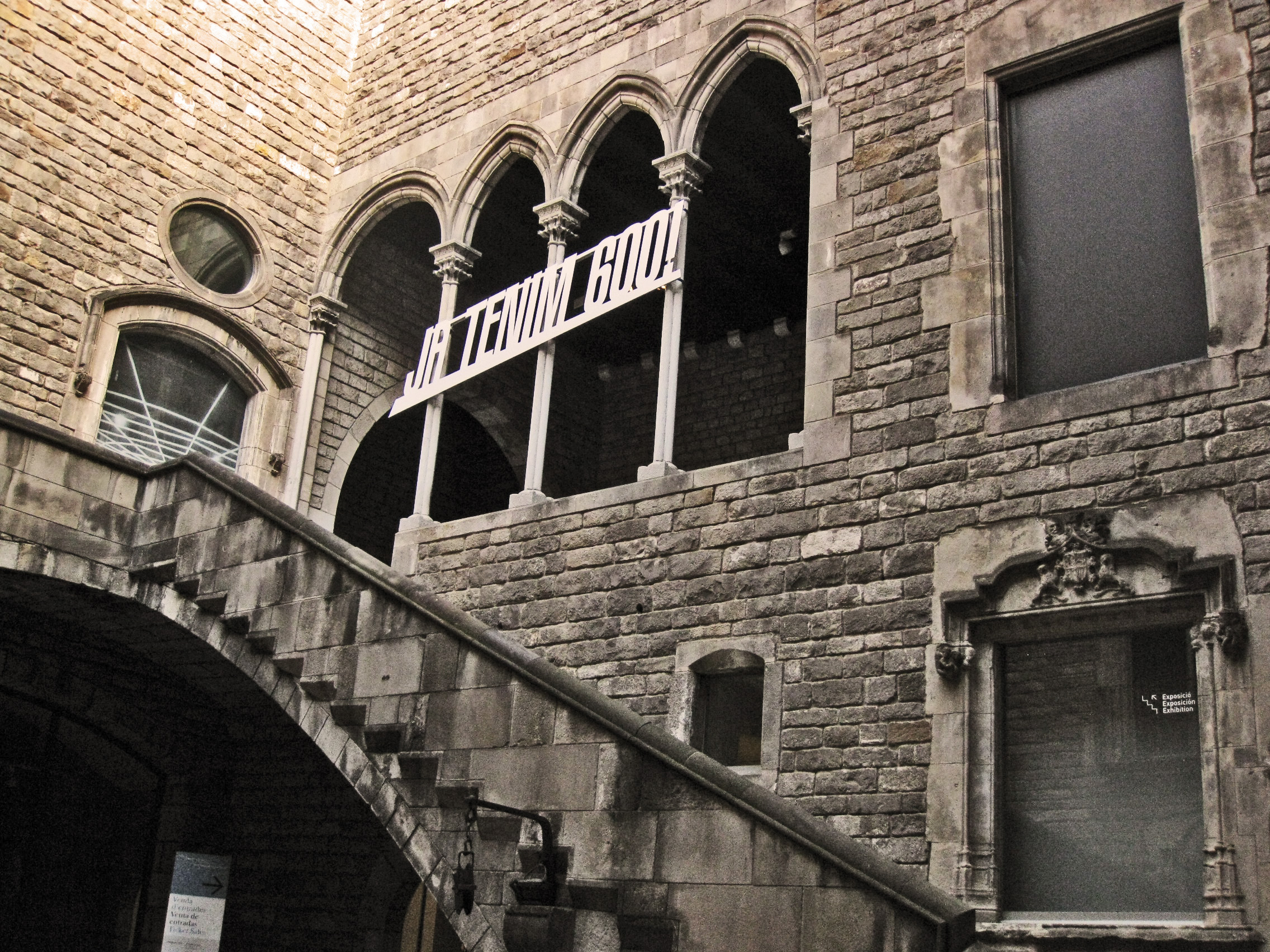
Patio.
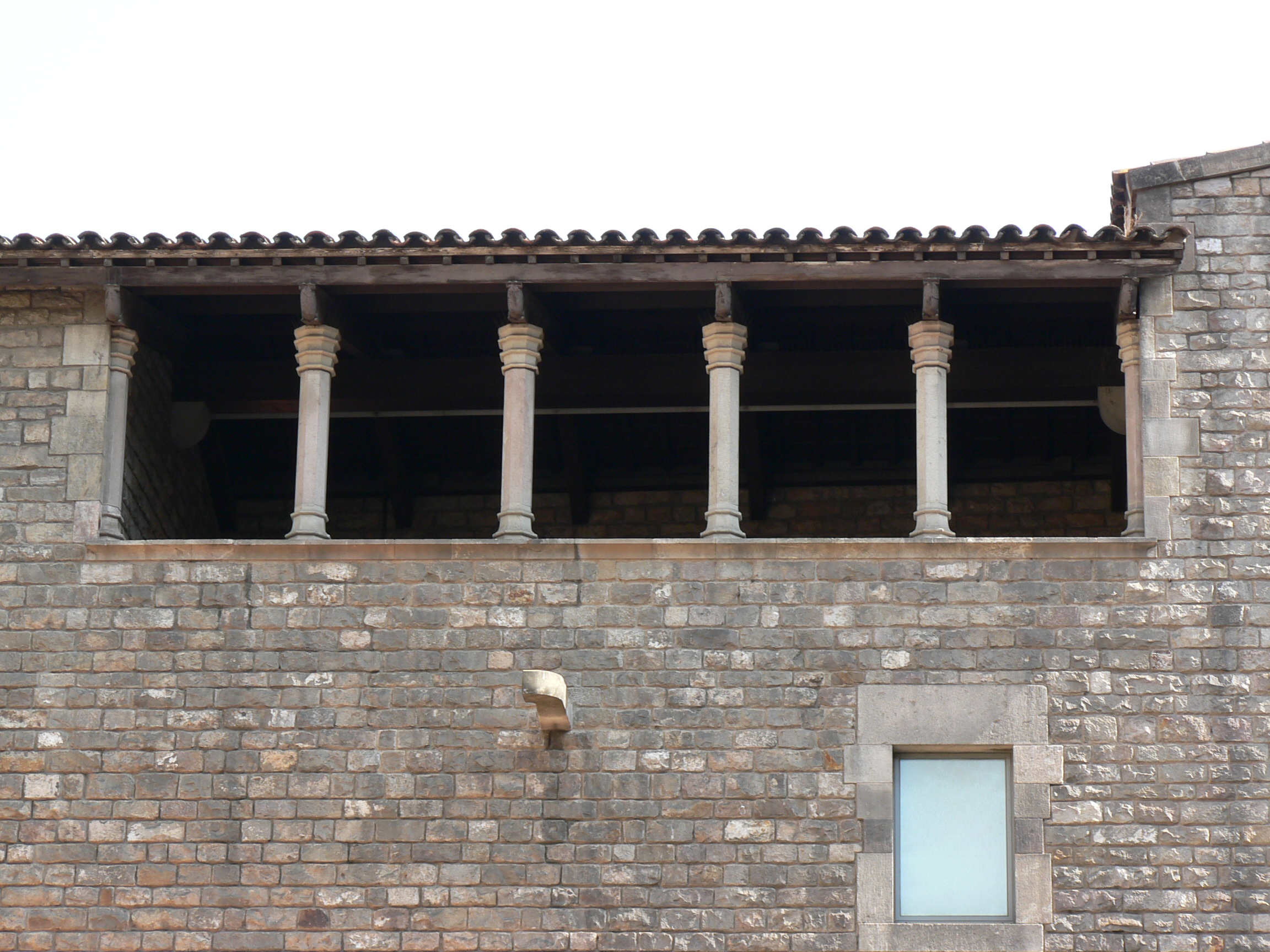
Galería superior.
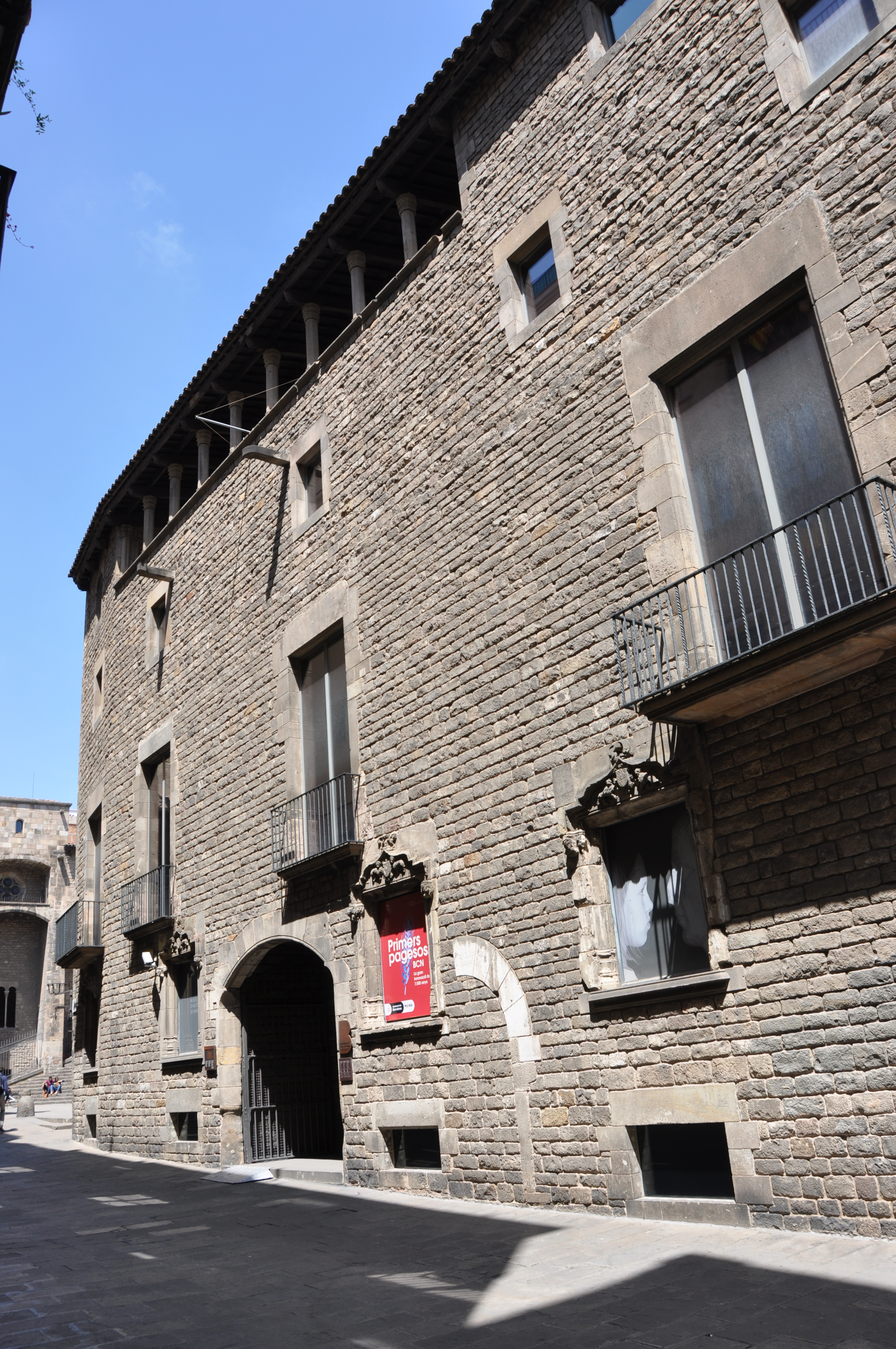
Fachada Calle del Veguer.
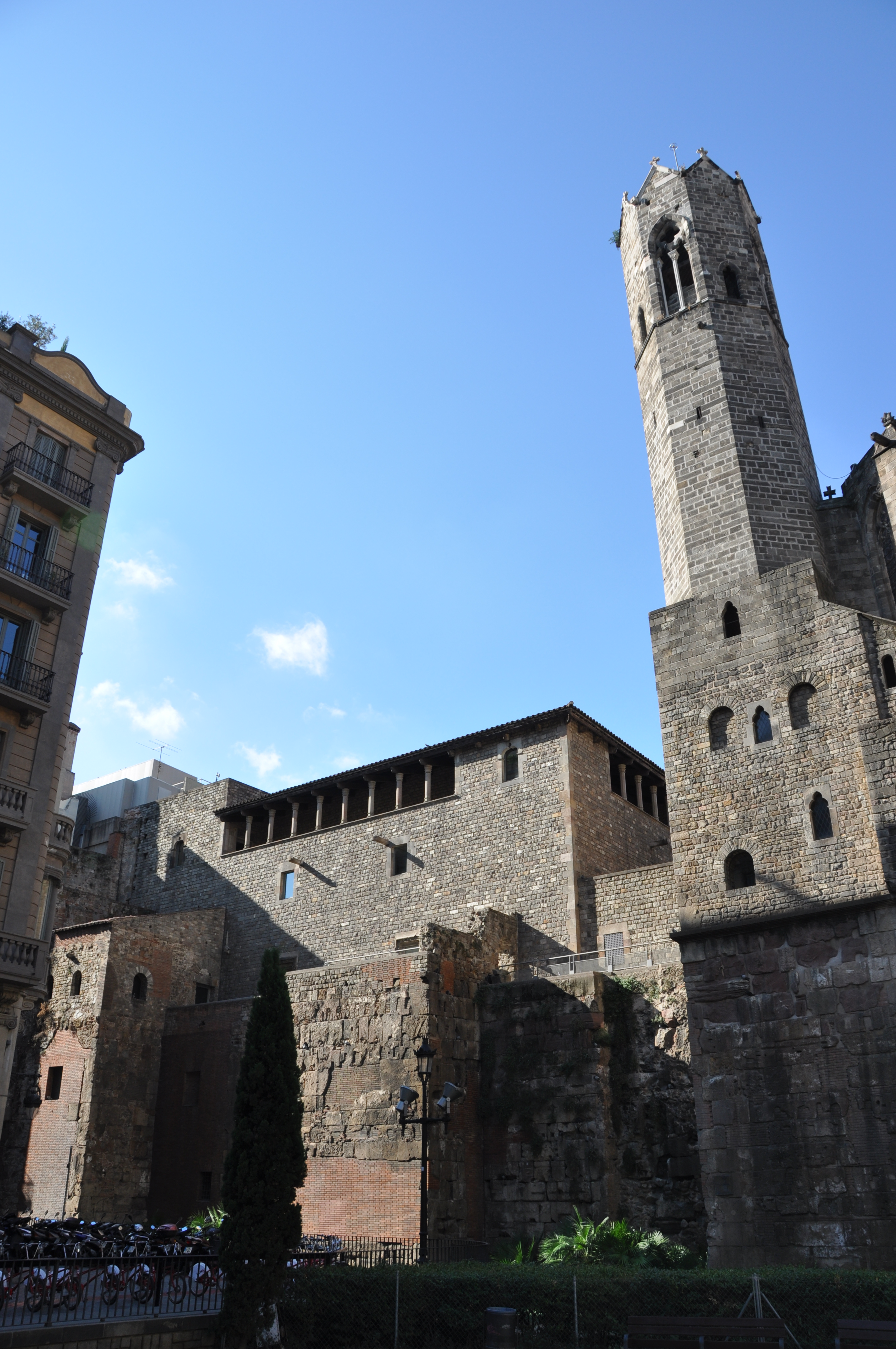
Desde la calle Tapineria.
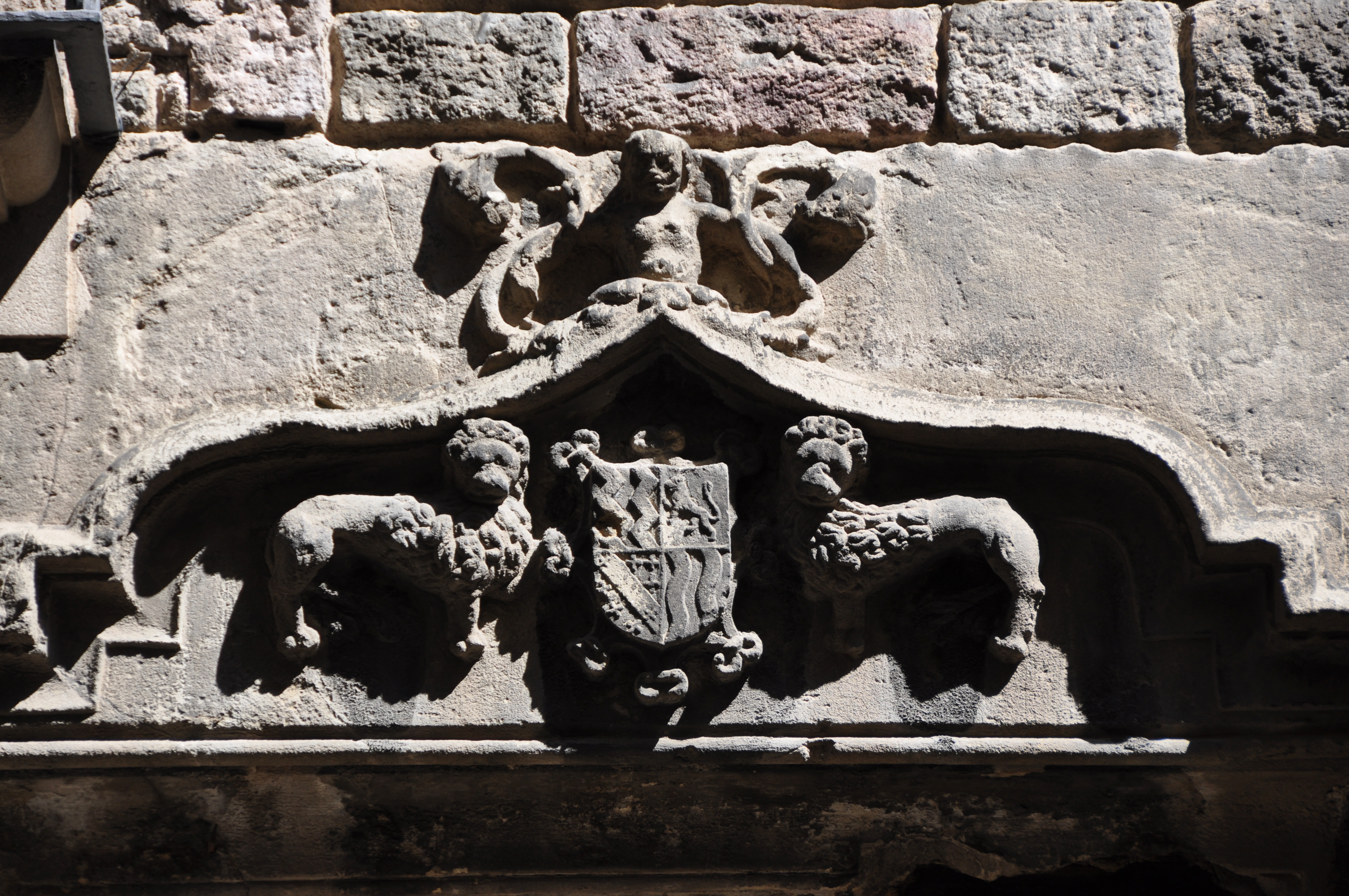
Detalle de una ventana con el escudo de Hostalric Sabastida Montbui